# Рудик Дмитро Петрович (футболіст)
Дмитро Петрович Рудик (нар. 26 серпня 1992, Олександрія, Кіровоградська область, Україна) — український футболіст, воротар ФК «Васт».

## Життєпис
Народився 26 серпня 1992 року в місті Олександрія Кіровоградської області в сім'ї вчителів. Вихованець аматорського футбольного клубу «Аметист» (Олександрія). Починаючи з 2011 року виступає в ПФК «Олександрія». Разом з командою в сезоні 2014/15 став переможцем Першої ліги чемпіонату України. На даний момент[коли?] є третім воротарем клубу.
У липні 2021 року підписав угоду з теребовлянською «Нивою»

## Досягнення
- Перша ліга чемпіонату України
  -  Чемпіон (1): 2014/15
- Кубок України
  - Півфіналіст: 2015–2016